# Манджурско-Корейски планини
Манджурско-Корѐйските планини (на китайски: 长白山地; на руски: Маньчжуро-Корейские горы) е обширна планинска система, разположена в североизточната част на Китай, северната част на Северна Корея и Приморския край на Русия.
Планините се простират на протежение над 1000 km и ширина до 500 km от североизток (долината на река Усури, десен приток на Амур) на югозапад (края на Ляодунския полуостров). На север, северозапад и запад постепенно се понижават към Средноамурската низина, равнините Сунляо и Синцзян и широката долина на река Ляохе, на юг достигат до брега на Жълто море и Корейския провлак, а на югоизток – бреговете на Японско море. Преобладаващите височини са от 1000 до 2000 m, а най-високата точка е вулкана Пектусан (Байтоушан) (2744 m) (41°59′34″ с. ш. 128°04′38″ и. д. / 41.992778° с. ш. 128.077222° и. д.), разположен на границата между Китай и Северна Корея.
Изградени са предимно от гранити, метаморфни шисти и варовици. На североизток широко са застъпени горнопалеозойските нагънати структури, а на югозапад – докамбрийските структури на Ляодунския щит. Новите издигания (през кайнозоя) се съпровождали с разломи и изливане на базалтови лави, образували редица плата и платообразни масиви (Чанбайшан и др.). По главния осов разлом от югозапад на североизток са се образували долините на реките Ялуцзян и Тумънцзян, разделящи Източноманджурските (Чанбайшан) от Северокорейските планини. Разработват се множество находища на каменни въглища (Фушун, Китай), железни руди (Аншан, Бенси, Китай; Мусан, Северна Корея), цветни метали и др.
Климатът е умерен, мусонен. Лятото е топло (средна юлска температура 18-24 °C), зимата е студена, във вътрешните части – сурова (средна януарска температура до –22 °C). Максимумът на валежите е през лятото. Най-големите реки извиращи от Манджурско-Корейските планини са Ялуцзян и Тумънцзян, а освен тях от планината водят началото си множество десни притоци на Сунгари, леви притоци на Ляохе и Усури и други вливащи се директно в Жълто и Японско море. Реките в планината са с предимно планински характер (голям наклон, бързо течение, прагове, водопади) с ясно изразено лятно пълноводие. Централните и източните райони на планините са покрити с иглолистни и широколистни гори, по най-високите части – кедров клек, а по долните части на склоновете – предимно храстова растителност.